# Robert Morgan (Schriftsteller)
Robert Morgan (* 1921 in Penrhiwceiber, Glamorganshire; † 1994) war ein walisischer Schriftsteller und Maler.

## Leben
Morgan wurde als Sohn eines Bergmanns geboren. Bis zu seinem 14. Lebensjahr besuchte er eine Schule und arbeitete dann für zwölf Jahre in einem Bergwerk. Ab 1947 studierte er in Birmingham am Fircroft College und machte 1953 ein Lehrerexamen am College of Education in Bognor Regis. Ein weiteres Studium erfolgte 1969 an der Southampton University. Bis 1980/81 war er als Lehrer an Sonderschulen beschäftigt und betätigte sich ab dann als Maler und Schriftsteller
Er verfasste Gedichte und Kurzgeschichten.

## Werke (Auswahl)
- The Night´s Prison, Gedichte, 1967
- Voices in the Dark, Versrama, 1976
- The Storm, Gedichte, 1974
- On the Banks of the Cynon, Gedichte, 1975
- The Pass, Gedichte, 1976
- My Lamp Still Burns, Autobiographie, 1981
- Poems and Drawings, Gedichte, 1983
- The Miners, and Other Stories, Kurzgeschichten, 1986